# Monte Instituto Antártico Argentino
Der Monte Instituto Antártico Argentino (spanisch) ist ein Berg im westantarktischen Queen Elizabeth Land. Er ragt in der Forrestal Range der Pensacola Mountains auf.
Argentinische Wissenschaftler benannten es nach dem 1951 gegründeten Antarktisinstitut Argentiniens.